# Oko Town
Albums de 77 Bombay Street
Up in the Sky
(2011) Seven Mountains
(2015)
Oko Town est le deuxième album studio du groupe suisse 77 Bombay Street, sorti en 2012.

## Liste des titres
| No  | Titre           | Durée |
| --- | --------------- | ----- |
| 1.  | Follow the Rain | 3:31  |
| 2.  | Planet Earth    | 3:17  |
| 3.  | Wake Me Up      | 3:40  |
| 4.  | Low on Air      | 4:15  |
| 5.  | Garden          | 3:48  |
| 6.  | Oko Town        | 2:58  |
| 7.  | Clown           | 3:46  |
| 8.  | Angel           | 4:10  |
| 9.  | Seeker          | 4:01  |
| 10. | Indian          | 3:44  |
| 11. | Rainbow         | 3:24  |
| 12. | Gladiator       | 3:47  |
| 13. | Johnny          | 3:35  |
| 14. | Gotta Get Home  | 3:53  |

## Classements
| Classement (2012)            | Meilleure position |
| ---------------------------- | ------------------ |
| Suisse (Schweizer Hitparade) | 1                  |